# Trigon
Trigon é uma banda alemã de rock progressivo. A banda é amplamente conhecida em festivais do gênero, como por exemplo o Art-Rock Festival, no ProgParade e no Burg Herzberg Festival. Sua maiores apresentações foram no BajaProg Festival (em Mexicali, México), no Festival Crescendo (em Bordéus, França) e no Europetour, junto com a banda Nektar.

## Discografia

### DVDs
- Live 2007 (2007)

### Álbuns de estúdio
- Nova (1990)
- Beschränkte Haftung (2000)
- Continuum (2004)
- Emergent (2005)
- 2011 (2011)

### Álbuns ao vivo
- Burg Herzberg Festival 2002 (2002)
- Herzberg 2004 (2004)

### Trilhas sonoras
- Hunting Dragonflies (17 de junho de 2005)
- Sonderfahrt (agosto de 2004)

### Sampler / Remixagens
- Progstravaganza I-IX (14. June 2013)
- eclipsed - ROCK - Die CD: großartige Cover-Versionen zum Buch (6. April 2013)
- ProgSphere’s Progstravaganza Compilation of Awesomeness – Part 9 (16. Februar 2012)
- Eclipsed - The Art Of Sysyphus Vol. 62 (2011)
- Zappanale18 Retrospective (2008)
- CRESCENDO Festival De Rock Progressive Live 2005 Et 2006 (2007)
- Eclipsed - Music From Time And Space Vol. 14 (2005)
- assorted [progrock-dt] related music vol. 1 (novembro de 2004)
- Portals. Movements. Structures III (julho de 2004)
- 23rd Peter - Trigonometrie (fevereiro de 2004)

### Trilhas para jogos
- CA_DMOilrig - The Oilrig, featuring "Trigon" (2001)